# Evangelische Kapelle Beddelhausen
Die evangelische Kapelle Beddelhausen ist ein denkmalgeschütztes Kirchengebäude in Beddelhausen, einem Ortsteil der Stadt Bad Berleburg im Kreis Siegen-Wittgenstein (Nordrhein-Westfalen).

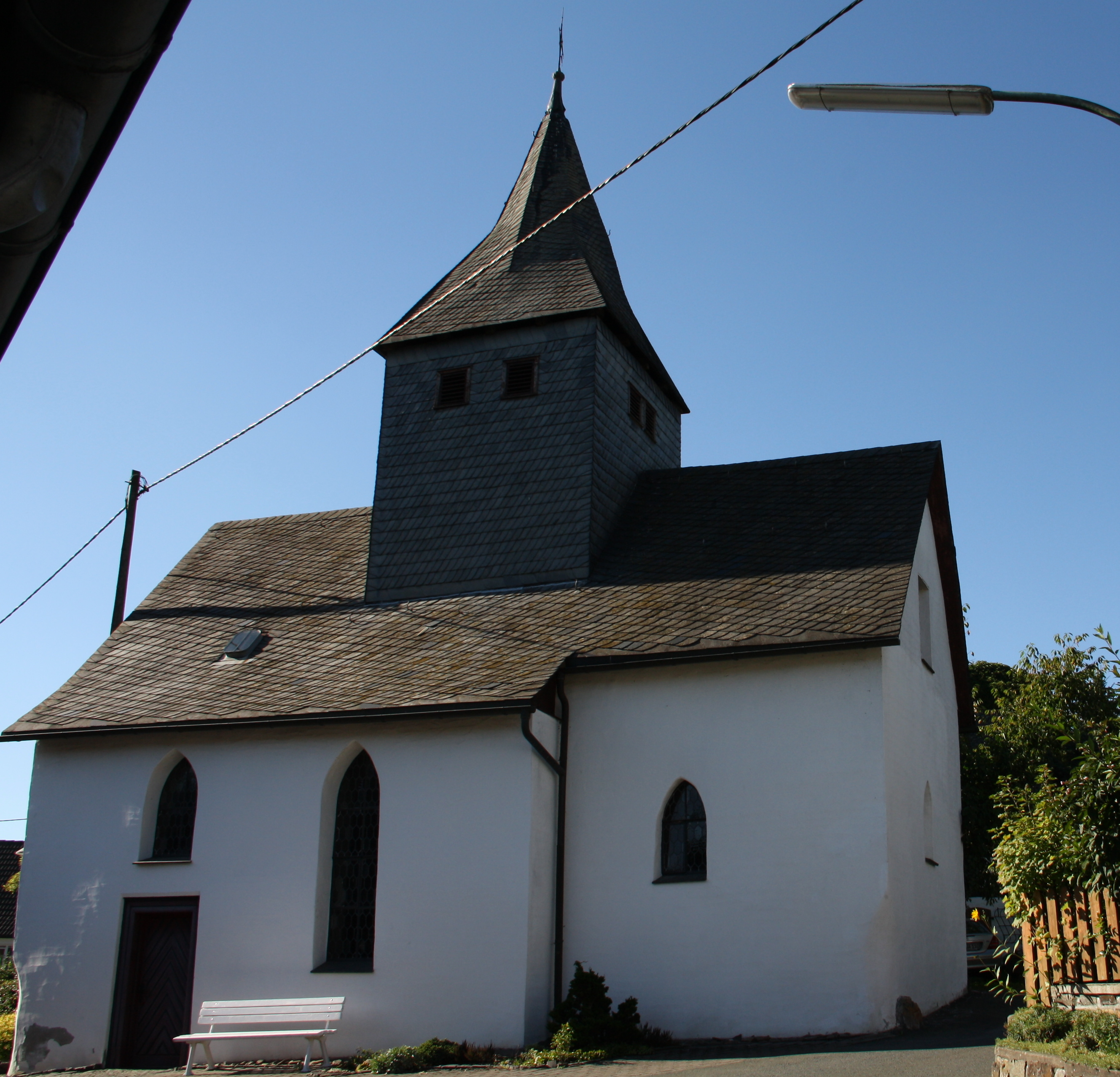
Evangelische Kapelle Beddelhausen

## Geschichte und Architektur
Der schlichte, verputzte Saal mit leicht eingezogenem, gerade geschlossenem Chor wurde im Kern am Ende des 13. Jahrhunderts erbaut. Die Fenster sind spitzbogig. Das Langhaus ist flachgedeckt, in den Chor wurde ein Kreuzgratgewölbe eingezogen. Der Chor wird durch einen spitzbogigen Triumphbogen vom Langhaus getrennt. Die dreiseitige Empore ist mit 1660 bezeichnet.